# Alfa Romeo 2000 Sportiva
Alfa Romeo 2000 Sportiva var en prototyp tillverkad av den italienska biltillverkaren Alfa Romeo 1954.

## Alfa Romeo 2000 Sportiva
Sedan Alfa Romeo dragit sig tillbaka från formel 1-VM efter säsongen 1951 hade engagemanget i bilsporten hamnat lite på undantag. Motorsportavdelningen ville utnyttja erfarenheterna från prototypen Disco Volante för att erbjuda företagets privatkunder en tävlingsbil. Bertone fick uppdraget att klä rörramen med karosser. Chassit fick De Dion-axel bak. Tester visade på en toppfart på 220 km/h. Endast två coupéer och två spyders byggdes innan Alfa Romeo lade ned projektet.